# 1381 Danubia
1381 Danubia је астероид главног астероидног појаса чија средња удаљеност од Сунца износи 2,488 астрономских јединица (АЈ).
Апсолутна магнитуда астероида је 12,29 а геометријски албедо 0,077.